# Landtagswahlkreis Schleswig
Der Landtagswahlkreis Schleswig (Wahlkreis 5) ist ein deutscher Landtagswahlkreis in Schleswig-Holstein. Er wurde zur Landtagswahl 2005 erneut eingerichtet, nachdem er bereits zuvor von 1954 bis 1992 bestand. Er umfasste ursprünglich vom Kreis Schleswig-Flensburg die Stadt Schleswig, die Ämter Haddeby, Kropp-Stapelholm und Süderbrarup sowie vom Amt Südangeln die Gemeinden Brodersby, Goltoft, Schaalby, Taarstedt, Tolk, Twedt und Nübel. Der Wahlkreis ist traditionell eine CDU-Hochburg. Lediglich 1987 und 1988 konnte mit dem Sozialdemokraten Uwe Jensen der Vertreter einer anderen Partei den Sieg davontragen, Die FDP erreichte hier 2022 mit nur 4,9 % der Zweitstimmen das landesweit schlechteste Ergebnis.

## Veränderungen 2017
Die Nummerierung änderte sich 2012 von 7 auf 6 und 2017 von 6 auf 5. Zur Landtagswahl 2017 kamen die Ämter Geltinger Bucht und Kappeln-Land sowie die bisher nicht zum Wahlkreis gehörenden Teile des Amtes Südangeln vom aufgelösten Landtagswahlkreis Schleswig-Nord hinzu. Das Amt Kropp-Stapelholm ging an den Landtagswahlkreis Dithmarschen-Schleswig.

## Landtagswahl 2022
| Gegenstand der Nachweisung | Gegenstand der Nachweisung | Erst- stimmen | Erst- stimmen | Zweit- stimmen | Zweit- stimmen |
| Bewerber                   | Partei                     | Anzahl        | %             | Anzahl         | %              |
| -------------------------- | -------------------------- | ------------- | ------------- | -------------- | -------------- |
| Wahlberechtigte            | Wahlberechtigte            | 67.199        | 67.199        | 67.199         | 67.199         |
| Wähler                     | Wähler                     | 42.296        | 42.296        | 42.296         | 42.296         |
| Ungültige Stimmen          | Ungültige Stimmen          | 504           | 1,2           | 311            | 0,7            |
| Gültige Stimmen            | Gültige Stimmen            | 41.792        | 98,8          | 41.985         | 99,3           |
| davon                      |                            |               |               |                |                |
| Johannes Callsen           | CDU                        | 17.196        | 41,1          | 18.333         | 43,7           |
| Birte Pauls                | SPD                        | 8.271         | 19,8          | 5.793          | 13,8           |
| Sina Clorius               | GRÜNE                      | 6.718         | 16,1          | 6.939          | 16,5           |
| Judith Behmer              | FDP                        | 1.604         | 3,8           | 2.077          | 4,9            |
| Kai Detlefsen              | AfD                        | 1.603         | 3,8           | 1.613          | 3,8            |
| Uwe Schröder               | DIE LINKE                  | 794           | 1,9           | 637            | 1,5            |
| Simon Teebken              | SSW                        | 4.751         | 11,4          | 4.890          | 11,6           |
| –                          | PIRATEN                    |               |               | 150            | 0,4            |
| Arne Jöhnk                 | FREIE WÄHLER               | 638           | 1,5           | 342            | 0,8            |
| –                          | Die PARTEI                 |               |               | 195            | 0,5            |
| Lasse Lorenzen             | Z.                         | 78            | 0,2           | 49             | 0,1            |
| –                          | dieBasis                   |               |               | 512            | 1,2            |
| –                          | Die Humanisten             | 22            | 0,1           |                |                |
| –                          | Gesundheitsforschung       | 32            | 0,1           |                |                |
| –                          | Tierschutzpartei           | 281           | 0,7           |                |                |
| Jan-Philip Christoph       | Volt                       | 139           | 0,3           | 121            | 0,3            |

Neben dem Wahlkreisabgeordneten Johannes Callsen, der dem Landtag seit 2005 angehört, wurde die SPD-Kandidatin Birte Pauls, die seit 2009 Landtagsabgeordnete ist, erneut über die Landesliste ihrer Partei in das Parlament gewählt. Callsen legte nach seiner Ernennung zum Dänemark-Bevollmächtigter in der schleswig-holsteinischen Landesregierung am 30. Juni 2022 sein Mandat nieder.

## Landtagswahl 2017
| Direktkandidat          | Partei     | Erststimmen in % | Zweitstimmen in % |
| ----------------------- | ---------- | ---------------- | ----------------- |
| Johannes Callsen        | CDU        | 38,1             | 31,3              |
| Birte Pauls             | SPD        | 32,9             | 25,1              |
| Peter Wittenhorst       | GRÜNE      | 9,1              | 14,2              |
| Carsten-Peter Brodersen | FDP        | 5,9              | 10,2              |
| Michael Kröger          | PIRATEN    | 1,3              | 1,2               |
| Anke Schulz             | SSW        | 7,1              | 8,6               |
| Uwe Schröder            | LINKE      | 3,2              | 3,2               |
| Stefanie Thürmer        | FAMILIE    | 0,7              | 0,5               |
| Klaus-Dieter Wagner     | FW-SH      | 1,1              | 0,6               |
| –                       | AfD        | –                | 4,4               |
| Uwe Christiansen        | LKR        | 0,6              | 0,1               |
| –                       | Die Partei | –                | 0,4               |
| –                       | Z.SH       | –                | 0,2               |

Neben dem Wahlkreisabgeordneten Johannes Callsen, der dem Landtag seit 2005 angehört, wurde die SPD-Kandidatin Birte Pauls, die seit 2009 Landtagsabgeordnete ist, erneut über die Landesliste ihrer Partei in das Parlament gewählt.

## Landtagswahl 2012
| Direktkandidat          | Partei  | Erststimmen in % | Zweitstimmen in % |
| ----------------------- | ------- | ---------------- | ----------------- |
| Johannes Callsen        | CDU     | 38,7             | 32,7              |
| Birte Pauls             | SPD     | 32,5             | 26,3              |
| Carsten-Peter Brodersen | FDP     | 3,5              | 7,6               |
| Arfst Wagner            | GRÜNE   | 8,1              | 11,3              |
| Menhard Smit            | LINKE   | 1,8              | 1,7               |
| Flemming Meyer          | SSW     | 8,8              | 10,8              |
| Jens Spetzke            | PIRATEN | 6,5              | 7,5               |
| –                       | FW-SH   | –                | 0,7               |
| –                       | NPD     | –                | 0,5               |
| –                       | FAMILIE | –                | 0,9               |
| -                       | MUD     | –                | 0,1               |

Neben dem Wahlkreisabgeordneten und CDU-Fraktionsvorsitzenden Johannes Callsen, der den Wahlkreis seit 2005 im Parlament vertritt, wurden die SPD-Kandidatin Birte Pauls und der SSW-Kandidat Flemming Meyer über die Landeslisten ihrer Parteien gewählt. Hingegen schied der FDP-Kandidat Carsten-Peter Brodersen aus dem Landtag aus, da sein Listenplatz aufgrund der Verluste seiner Partei nicht ausreichte.

## Landtagswahl 2009
| Direktkandidat          | Partei         | Erststimmen in % | Zweitstimmen in % |
| ----------------------- | -------------- | ---------------- | ----------------- |
| Johannes Callsen        | CDU            | 38,7             | 34,3              |
| Birte Pauls             | SPD            | 27,2             | 22,8              |
| Carsten-Peter Brodersen | FDP            | 9,0              | 12,9              |
| Steffen Hempel          | GRÜNE          | 8,1              | 10,4              |
| Flemming Meyer          | SSW            | 9,0              | 10,5              |
| Axel Blauhut            | LINKE          | 4,2              | 4,6               |
| Michael Schmidt         | PIRATEN        | 1,5              | 1,6               |
| -                       | NPD            | -                | 0,8               |
| Wolfgang Warwel         | FW-SH          | 0,9              | 0,8               |
| -                       | RENTNER        | -                | 0,6               |
| -                       | FAMILIE        | -                | 0,6               |
| -                       | RRP            | -                | 0,1               |
| -                       | IPD            | -                | 0,0               |
| Christoph Stüber        | Einzelbewerber | 0,5              | -                 |

Neben dem Wahlkreisabgeordneten Johannes Callsen (CDU), der den Wahlkreis seit 2005 im Parlament vertritt, wurden erstmals die SPD-Kandidatin Birte Pauls, der FDP-Kandidat Carsten-Peter Brodersen und der SSW-Kandidat Flemming Meyer über die Landeslisten ihrer Parteien gewählt.

## Landtagswahl 2005
Die Landtagswahl 2005 ergab folgendes Ergebnisse:
| Gegenstand der Nachweisung | Gegenstand der Nachweisung | Erst- stimmen | Erst- stimmen | Zweit- stimmen | Zweit- stimmen |
| Bewerber                   | Partei                     | Anzahl        | %             | Anzahl         | %              |
| -------------------------- | -------------------------- | ------------- | ------------- | -------------- | -------------- |
| Wahlberechtigte            | Wahlberechtigte            | 53.112        | 53.112        | 53.112         | 53.112         |
| Wähler                     | Wähler                     | 35.692        | 35.692        | 35.692         | 35.692         |
| Ungültige Stimmen          | Ungültige Stimmen          | 884           | 2,5           | 447            | 1,3            |
| Gültige Stimmen            | Gültige Stimmen            | 34.808        | 97,5          | 35.245         | 98,7           |
| davon                      |                            |               |               |                |                |
| ?                          | SPD                        | 12.721        | 36,5          | 12.389         | 35,2           |
| Johannes Callsen           | CDU                        | 16.046        | 46,1          | 15.283         | 43,4           |
| ?                          | FDP                        | 1.352         | 3,9           | 1.820          | 5,2            |
| ?                          | GRÜNE                      | 1.233         | 3,5           | 1.586          | 4,5            |
| ?                          | SSW                        | 3.241         | 9,3           | 2.916          | 8,3            |
| –                          | NPD                        | –             | –             | 497            | 1,4            |
| –                          | FAMILIE                    | –             | –             | 218            | 0,6            |
| ?                          | Übrige                     | 215           | 0,6           | 1.031          | 1,5            |

Der neu wieder eingerichtete Wahlkreis wurde durch Johannes Callsen (CDU) im Landtag vertreten.

## Bisherige Abgeordnete
Direkt gewählte Abgeordnete des Wahlkreises Schleswig waren:
| Jahr | Direktkandidat       | Partei | Erststimmen in % |
| ---- | -------------------- | ------ | ---------------- |
| 2022 | Johannes Callsen     | CDU    | 41,1             |
| 2017 | Johannes Callsen     | CDU    | 38,1             |
| 2012 | Johannes Callsen     | CDU    | 38,7             |
| 2009 | Johannes Callsen     | CDU    | 38,7             |
| 2005 | Johannes Callsen     | CDU    | 46,1             |
| …    |                      |        |                  |
| 1988 | Uwe Jensen           | SPD    | 54,2             |
| 1987 | Uwe Jensen           | SPD    | 45,6             |
| 1983 | Max Werner Detlefsen | CDU    |                  |
| 1979 | Harm Dallmeyer       | CDU    | 47,2             |
| 1975 | Heinz Bartheidel     | CDU    | 48,0             |
| 1971 | Heinz Bartheidel     | CDU    | 51,7             |
| 1967 | Jürgen Thee          | CDU    | 51,2             |
| 1962 | Jürgen Thee          | CDU    | 52,1             |
| 1958 | Jürgen Thee          | CDU    | 48,6             |
| 1954 | Kai-Uwe von Hassel   | CDU    | 30,6             |